# Jori Mørkve
Jori Mørkve (Voss, 29 dicembre 1980) è un'ex biatleta norvegese.

## Biografia
Jori Mørkve, attiva dalla stagione 1998-1999, ha esordito in Coppa del Mondo il 5 gennaio 2001 a Oberhof in sprint (77ª) e ai Campionati mondiali a Pokljuka 2006, dove si è classificata 23ª nella staffetta mista; ha conquistato l'unico podio in Coppa del Mondo il 10 dicembre 2006 a Hochfilzen in staffetta (3ª) e ai successivi Mondiali di Anterselva 2007 ha vinto la medaglia di bronzo nella staffetta e nella staffetta mista.
Ha ottenuto il miglior piazzamento individuale in Coppa del Mondo il 15 marzo 2007 a Chanty-Mansijsk in sprint (18ª) e ai Mondiali di Chanty-Mansijsk 2011, sua ultima presenza iridata, è stata 78ª nell'individuale; si è ritirata nel corso della stagione 2015-2016 e la sua ultima gara è stata l'inseguimento di Coppa del Mondo disputato il 12 febbraio a Presque Isle, chiuso dalla Mørkve al 47º posto. Non ha preso parte a rassegne olimpiche.

## Palmarès

### Mondiali
- 2 medaglie:
  - 2 bronzi (staffetta[1], staffetta mista ad Anterselva 2007)

### Coppa del Mondo
- Miglior piazzamento in classifica generale: 57ª nel 2007
- 1 podio (a squadre), oltre a quello ottenuto in sede iridata e valido anche ai fini della Coppa del Mondo:
  - 1 terzo posto